# پیت‌کیرن پی‌سی‌ای-۲
پیت‌کیرن پی‌سی‌ای-۲ (به انگلیسی: Pitcairn_PCA-2) یک هواگرد ملخ‌پیشین تک‌موتوره ساخت شرکت Pitcairn-Cierva Autogiro Company است. هواگرد پیت‌کیرن پی‌سی‌ای-۲ نخستین پروازش را در ۱۹۳۱ میلادی انجام داد. در مجموع، تعداد ۲۰–۳۰ فروند از این هواگرد ساخته شده‌است.
طراح این هواگرد، Harold F. Pitcairn بود.

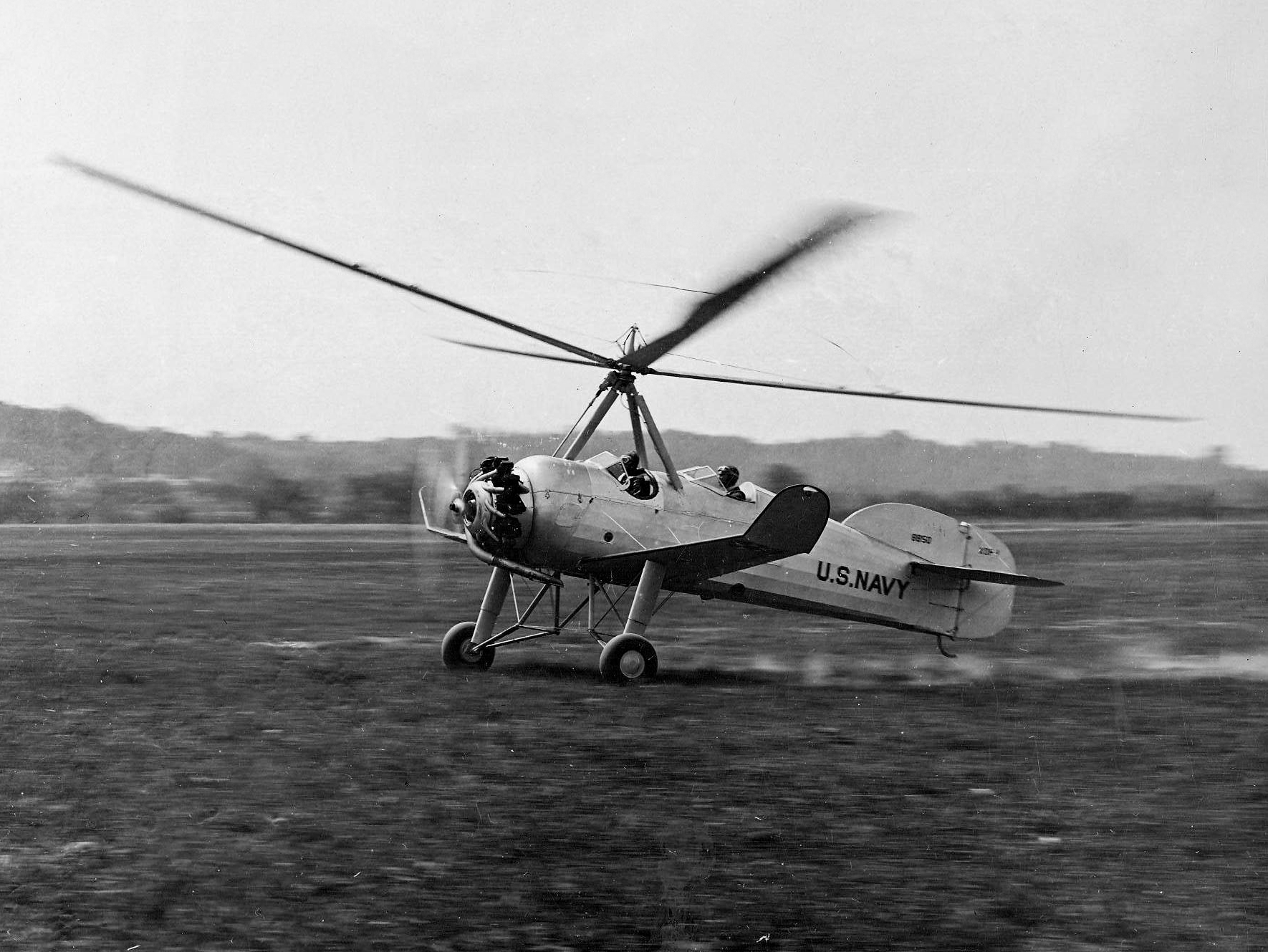
سال ۱۹۳۱ هواگرد OP-1
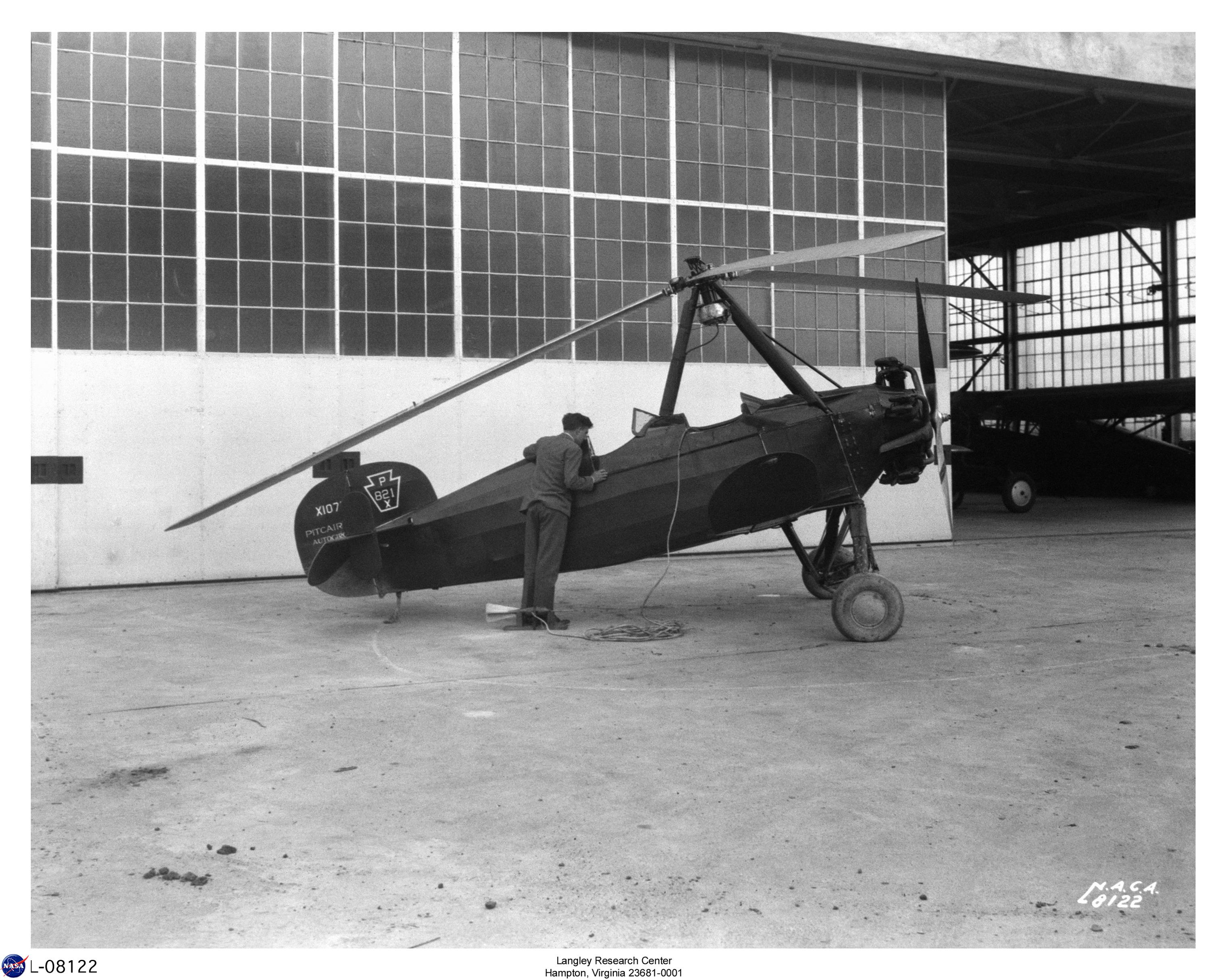
سال ۱۹۴۳ هواگرد PAA-1
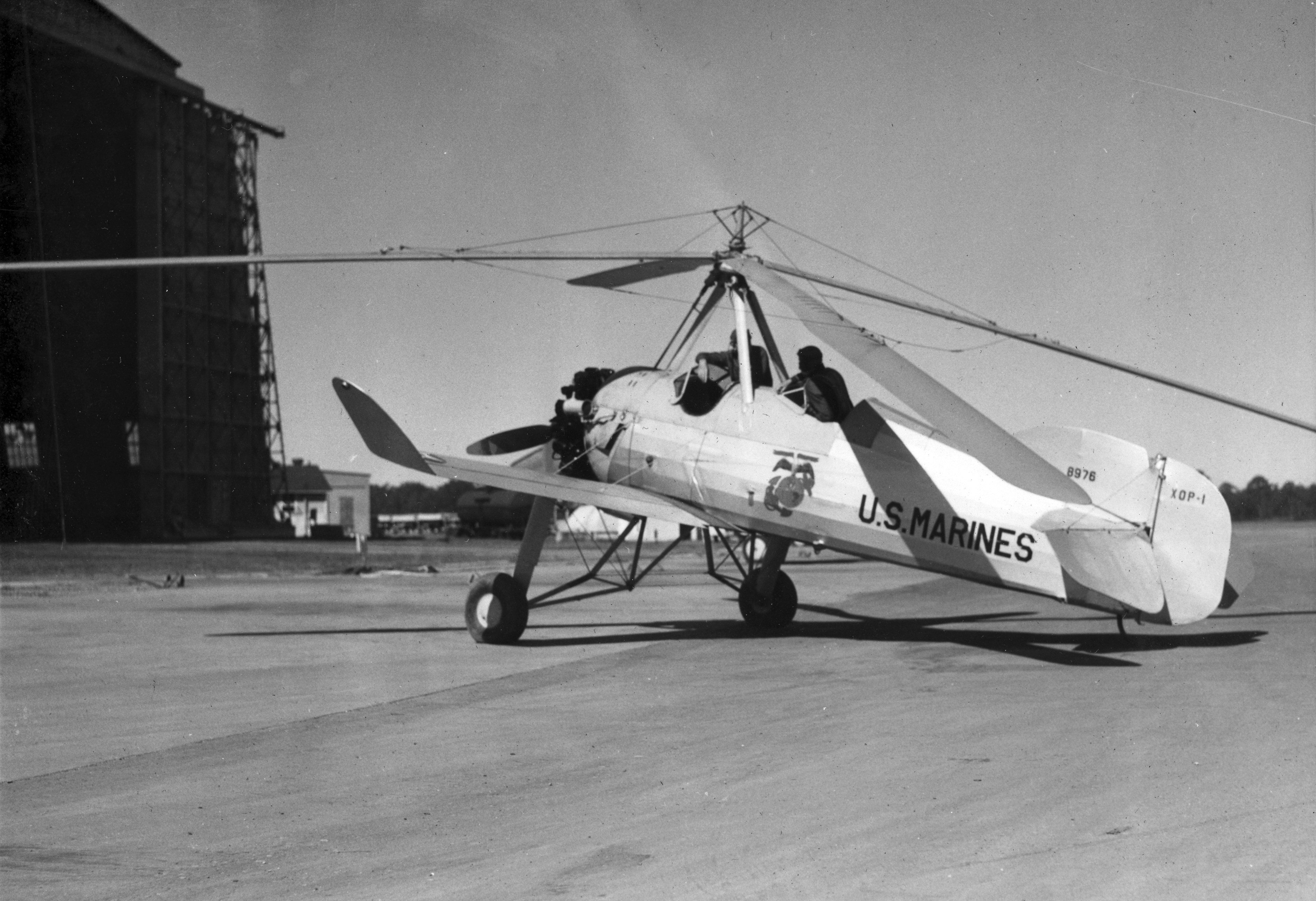
سال ۱۹۳۲ هواگرد XOP-1
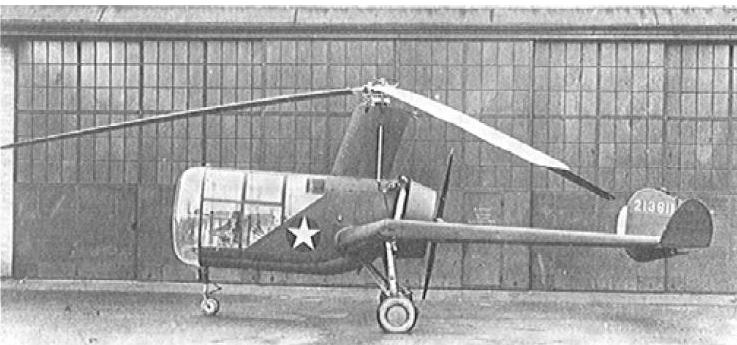
بالگرد ایکس‌او-۶۱ محصول شرکت پیت‌کین از نیروی هوایی آمریکا